# Fábio Branco
Fábio de Oliveira Branco (Rio Grande, 26 de setembro de 1971) é um empresário e político brasileiro, prefeito de Rio Grande em três ocasiões diferentes: 2001 a 2005, 2009 a 2013 e 2021 a 2025. Foi deputado estadual e Secretário de Estado no Governo de José Ivo Sartori. De 2022 a 2024, também foi presidente do MDB gaúcho.

## Infância, juventude e o ingresso na vida pública
Nascido em Rio Grande, cidade portuária ao Sul do Estado, Fábio cresceu nas ilhas da Torotama e dos Marinheiros.
Por muitos anos, acompanhou o seu tio, o então vereador e radialista Wilson Matos Branco, nas atividades como presidente da Colônia de Pescadores Z1, até sucedê-lo, em 1995. Além disso, foi assessor parlamentar na Câmara de Vereadores e dos Deputados e supervisor da Secretaria Municipal de Agricultura.
Fábio é casado com Luciane Compiani Branco e tem três filhos.

## Primeiro mandato na Prefeitura de Rio Grande (2001-2004)
Preparado para disputar o seu primeiro cargo eletivo como vereador, nas eleições de 2000, Fábio assumiu a cabeça de chapa pela prefeitura, após o falecimento do tio e então prefeito Wilson Branco, vítima de um acidente vascular cerebral, em julho daquele ano. Foi eleito aos 29 anos, com cerca de 51 mil votos — o equivalente a 50,4% dos votos válidos, seguido por Alexandre Lindenmeyer, do Partido dos Trabalhadores (PT), que obteve pouco mais de 28 mil votos (28% dos votos válidos).
Durante a sua administração, destacou-se pela entrega da Ponte da Ilha dos Marinheiros e pelos esforços na construção de cinco ginásios esportivos para a Rede Municipal de Ensino, inaugurados na gestão seguinte, do prefeito e primo Janir Branco. O resultado de seu trabalho obteve o reconhecimento de 93% dos rio-grandinos — dos quais 78% consideraram-no ótimo e 15% bom —, de acordo com pesquisa realizada à época.
Buscou a sua reeleição no pleito de 2004, mas por conta de irregularidades na campanha, teve a sua candidatura cassada pela Justiça Eleitoral. Por conta disso, deixou a disputa duas semanas antes, abrindo espaço para Janir, então deputado estadual, substituí-lo e eleger-se com 75,6% dos votos — preferido por pouco mais de 83 mil cidadãos, a maior aprovação da história das urnas rio-grandinas. No governo de Janir, foi secretário de Obras e Viação, além de chefe de gabinete do prefeito.

## Segundo mandato na Prefeitura de Rio Grande (2009-2012)
Na eleição municipal de 2008, foi, novamente, eleito prefeito, recebendo mais de 60 mil votos. Em 2010, inaugurou o Centro de Formação Escola Viva. A escola, dedicada à formação inicial para o trabalho, foi instalada no prédio do antigo presídio municipal, desativado e em 1997 e revitalizado com esse fim.
Fábio é considerado peça-chave para a construção e desenvolvimento do Polo Naval de Rio Grande, que impulsionou o crescimento do sul gaúcho. Ademais, em 2012, foi aclamado presidente da Associação dos Municípios da Zona Sul (Azonasul), cargo do qual se afastou no mesmo ano para concorrer à reeleição como prefeito. Contudo, não logrou êxito nas eleições daquele ano, tendo sido derrotado pelo advogado e então deputado estadual Alexandre Lindenmeyer, do PT, por uma diferença de cerca de 9 mil votos.
Em 2013, o Ministério Público do Estado do Rio Grande do Sul abriu uma investigação e denunciou Fábio Branco por corrupção passiva, que teria sido praticada na segunda metade de 2012, quando governava o município. Fábio, de acordo com o MP, teria recebido 52 mil reais, através de oito depósitos em dinheiro de valores menores, da empresa que fazia a coleta de lixo em troca de vantagens no processo licitatório. O processo foi remetido ao Tribunal de Justiça, mas em 2018 voltou à Vara Criminal da Comarca de Rio Grande e, em outubro de 2020, foi proferida sentença condenando Fábio a quatro anos de prisão em regime aberto. Fábio Branco nega as acusações e anunciou que recorreria em segunda instância, conforme atualização até 23 de novembro de 2020.

## Governo Sartori

### Desenvolvimento Econômico, Ciência e Tecnologia
Nas eleições gerais de 2014, Fábio foi eleito deputado estadual, recebendo 57.135 votos, o candidato peemedebista mais bem votado do Rio Grande do Sul. Mesmo eleito e diplomado, o político não chegou a assumir sua cadeira no legislativo, sendo, desde o início de 2015, secretário do Desenvolvimento Econômico, Ciência e Tecnologia do governo de José Ivo Sartori.
À frente da pasta, defendeu a desburocratização, com a implantação de uma rede capaz de simplificar a abertura e o fechamento de empresas, e o incremento do setor comercial e produtivo do estado, através, por exemplo, de contratos de incentivo fiscal e a manutenção de convênios para o desenvolvimento de parques, polos e incubadoras tecnológicas, a fim de melhorar o ambiente de negócios no estado.
Em março de 2015, o secretário Fábio Branco e o vice-governador José Paulo Cairoli assinaram termos de ajuste do Fundo Operação Empresa (Fundopem) de 2015, através do qual foi aprovada a destinação de R$110,3 milhões para investimentos por 5 empresas, entre os quais R$33 milhões para a Calçados Beira Rio S.A, para a implantação de unidade industrial em Lajeado e expansão de unidades, e R$63 milhões para a Hyundai Elevadores do Brasil, para implantação de unidade industrial.
Já estando Fábio a frente da Casa Civil, em agosto de 2017, em face do anúncio de expansão da fábrica da General Motors, na cidade de Gravataí, tornando-a a maior da empresa na América do Sul, através de um aporte de R$1,4 bilhão, Sartori destacou sua liderança, em dois anos de negociação como secretário do Desenvolvimento Econômico.

### Casa Civil
No final de abril de 2017, o governador Sartori nomeou Fábio seu Secretário-Chefe da Casa Civil, órgão que exerce a representação civil, o assessoramento e o apoio imediato ao governador do Estado e responsável pela articulação da ação política dos órgãos do Poder Executivo, entre outras atribuições, substituindo Márcio Biolchi, que por sua vez o sucedeu na Secretaria de Desenvolvimento Econômico.
Em 5 de setembro, os professores estaduais vinculados ao CPERS/Sindicato (Sindicato dos Professores e Funcionários de escola do Estado do Rio Grande do Sul), após receberem apenas R$350,00 na primeira parcela do salário, decretaram greve de tempo indeterminado em razão do parcelamento. Conforme Branco, a situação financeira do Estado é devida a "erros históricos" e a greve seria, assim, "uma ação muito mais político-partidária, que gera prejuízo aos alunos". Em 14 de novembro, o secretário assinou ofício conjunto com Ronald Krummenauer, secretário de Educação, suspendendo a negociação com o Sindicato referido até o fim da greve, sendo mantido apenas o diálogo com as Coordenadorias Regionais de Educação.
No início de 2018, em face da crise da Beneficência Portuguesa Porto Alegre, hospital privado de caráter filantrópico, o governo do Estado foi instado por Frente Parlamentar constituída para defender a instituição, a socorrê-la de algum modo, dada a sua relevância social, já que, tendo capacidade para atender 240 pacientes, no entanto, mantinha até o início de janeiro apenas três pessoas internadas, acumulando, ainda, uma dívida estimada em pelo menos 65 milhões de reais, circunstâncias que ameaçam encerrar suas atividades. A proposta inicial de Fábio, para quem é "mais fácil e menos complicado construir um novo hospital do que reabrirmos um que venha a fechar", e do Secretário estadual de Saúde, João Gabbardo dos Reis, foi abrir 30 vagas para atendimento psiquiátrico para o Sistema Único de Saúde em Porto Alegre. Essa alternativa, que depende da aquiescência do gestor municipal do SUS, e outras, são estudadas pelos envolvidos. De qualquer modo, Branco entende que qualquer negociação depende de ajustes administrativos da instituição, porque a prestação de contas, de acordo com ele, é uma exigência normal.
Já ao iniciar-se o trabalho legislativo em 2018, o governo estadual enviou à Assembleia requerimentos para a realização de sessões extraordinárias a fim de deliberar sobre a adesão ou não adesão ao Regime de Recuperação Fiscal (RRF), criado pelo Governo Federal através da Lei Complementar 159/2017, para saneamento das contas de Estados e municípios. As três sessões realizadas foram infrutíferas tanto quanto ao projeto de adesão, quanto aos projetos que solicitavam a dispensa da realização de plebiscito (exigido pela Constituição Estadual) para venda das estatais CRM, CEEE e Sulgás, consideradas imprescindíveis pelo governo para a adesão. No dia 6, a Justiça estadual retirou o projeto de pauta, atendendo a pedido da oposição que apontou obscuridade quanto aos termos da adesão e, mais tarde, das suas implicações nas negociações com a União. Contudo, o projeto foi, finalmente, votado e aprovado na madrugada de 8 de fevereiro, numa sessão iniciada no fim do dia anterior, após o desembargador Luiz Felipe Brasil Santos, o mesmo que proferiu a decisão liminar, reconsiderar em virtude de manifestação da Assembléia que apontou as alternativas regimentais que a oposição tinha, apontando assim uma indevida interferência do judiciário. A adesão deu-se com 30 votos, dois além dos necessários.
Para Fábio, a proposta é fundamental para a garantia da governabilidade já no futuro próximo e o não enfrentamento da questão é "deixar que ideologias e rusgas joguem o futuro do povo riograndense à sorte". A recuperação, para ele, não resolve os problemas estaduais, mas evita o colapsamento do Orçamento, evita a piora da situação e dá tranquilidade para as ações de governo.
Deixou o governo a 5 de abril de 2018 para participar das eleições em outubro, substituído por Cleber Benvegnú, então secretário de Comunicação.

## Assembleia Legislativa
Fábio voltou à Assembleia Legislativa em 6 de abril de 2018, em vista da eleição de outubro, já que a lei eleitoral exige que os candidatos se afastem do Poder Executivo seis meses antes do pleito. Em 11 de abril, na instalação da Comissão Especial sobre a Lei Kandir, o deputado foi eleito seu vice-presidente.
Nas eleições gerais de 2018, foi reeleito deputado estadual pelo Movimento Democrático Brasileiro (MDB).

### Atuação parlamentar
Fábio é o líder do MDB na Assembleia Legislativa do Rio Grande do Sul e, em abril de 2019, lançou a Frente Parlamentar dos Portos, Hidrovias e Polo Naval.
Em 4 de novembro de 2019, após o governo gaúcho apresentar mudanças por decreto no cronograma de pagamento do IPVA (Imposto sobre a Propriedade de Veículos Automotores) para o ano de 2020, Fábio reagiu, como líder do MDB na Assembleia, com veemência, afirmando faltar conexão do governo Leite com a realidade das finanças do povo gaúcho. No dia seguinte, o governador Eduardo Leite recuou mantendo em 2020 o calendário praticado em 2019.
Em 11 de fevereiro de 2020, foi empossado na presidência da Comissão de Constituição e Justiça da Assembleia.

#### Plebiscito das Privatizações
Em junho de 2017, Fábio Branco, ainda chefe da Casa Civil, anunciou Projeto de Decreto Legislativo solicitando a autorização para realização de plebiscito, ainda em 2017, portanto adiantando-se às eleições gerais de 2018, sobre a alienação de três estatais gaúchas -- a Companhia Rio Grandense de Mineração (CRM), a Companhia Estadual de Energia Elétrica (CEEE) e a Companhia de Gás do Estado do Rio Grande do Sul (Sulgás). Para Branco, o adiamento da consulta seria ruim para o processo de renegociação da dívida do Estado com a União, contudo a tentativa não encontrou êxito, porque a proposta sequer foi apreciada em tempo hábil.

Em 2019, já líder do MDB na Assembleia Legislativa, que integra a base do apoio do governador Eduardo Leite, que derrotou o governador Sartori na eleição de 2018, Fábio apoiou o governo quanto à Proposta de Emenda à Constituição estadual que revogou a necessidade de plebiscito para a privatização das estatais.
Temos que acabar com esta utopia de que o Estado pode tudo. Temos que agir com responsabilidade e buscar o equilíbrio das contas para garantir à sociedade benefícios na saúde, educação, segurança e infraestrutura.

#### Defesa da Doação de Órgãos e Tecidos
Em maio de 2019, o deputado lançou a Frente Parlamentar de Estímulo à Doação de Órgãos. No Grande Expediente de 5 de dezembro de 2019, o deputado Fábio Branco defendeu que o procedimento de doação de órgãos deve ser tratado, no Rio Grande do Sul, como política de Estado, porque, de acordo com ele, muitas recusas ocorrem "porque falta o acolhimento adequado às famílias, enquanto os pacientes ainda estão vivos", cabendo ao Poder Público desenvolver ações para conscientizar e acolher as famílias dos candidatos.
Por meio do PL 230/2019, Branco propôs a instituição do "mês de Setembro Verde como o mês dedicado ao incentivo à Doação de Órgãos e Construção da Cultura Doadora". Até 28 de maio de 2019, o projeto aguardava parecer da Comissão de Constituição e Justiça (CCJ).
Por sua vez, o PL 278/2019 inclui conteúdo sobre a conscientização sobre Doação e Transplante de Órgãos e Tecidos no programa escolar dos ensinos fundamental e médio no âmbito estadual.

### Empreendedorismo nas escolas
Através do PL 94/2019, propôs a instituição da "Política Estadual de Empreendedorismo nas escolas técnicas e de nível médio do Estado" para inserir conceitos de empreendedorismo e inovação em sala de aula. Após pareceres favoráveis do deputado Frederico Antunes na Comissão de Constituição e Justiça, e da deputada Any Ortiz na Comissão de Educação, Cultura, Desporto, Ciência e Tecnologia, o projeto foi aprovado no início de dezembro de 2019.

### Proposições
O deputado, por meio do Projeto de Lei Complementar 59/2019, protocolado em fevereiro de 2019, propôs instituir o Código de Defesa do Contribuinte do Estado do Rio Grande do Sul.
Propôs também, por meio do PL 112/2019, a inclusão do Carnaval de Jaguarão no Calendário Oficial de Eventos do Estado. O projeto foi aprovado em 12 de novembro de 2019 e sancionado, no início de dezembro, como a lei ordinária número 15.394 de 2019. Já o PL 434/2019 inclui no mesmo Calendário a Romaria de Nossa Senhora de Fátima do município de Rio Grande.
O PL 320/2019 obriga as escolas estaduais a oferecerem aulas de Artes Marciais, Música e Invernadas Artísticas para os alunos que desejam frequentá-las, desde que com bom rendimento escolar e assiduidade nas disciplinas regulares, entre outros requisitos. Em 3 de de setembro de 2019, o projeto foi enviado para parecer da deputada Fran Somensi, na Comissão de Constituição e Justiça.
Em fevereiro de 2020, Fábio apresentou à Assembleia Legislativa o projeto de lei n.º 42/2020, que institui o Programa de Implementação para Regularização Fundiária de imóveis rurais de propriedade do Estado do Rio Grande do Sul destinados aos Projetos de Assentamento da Reforma Agrária e de Terras Devolutas Rurais.

## Terceiro mandato na Prefeitura de Rio Grande (2021-2024)
Em 12 setembro de 2020, o diretório municipal do MDB oficializou a candidatura de Fábio Branco para o cargo de prefeito de Rio Grande nas eleições municipais. O candidato a vice-prefeito foi o médico Sérgio Webber, do mesmo partido. De acordo com o jornal Correio do Povo, Branco "já havia assumido o interesse de concorrer no início do mês, após ser convidado por entidades empresariais e comunitárias de Rio Grande".
A chapa encabeçada por Branco, reuniu, na coligação intitulada "O Rio Grande Que Queremos", os seguintes partidos: MDB, Republicanos, Patriota, PODE, PP, PSDB, PTB, Solidariedade e PSC. Além de Branco, outras sete chapas concorreram na disputa pela prefeitura do município.
A eleição, ocorrida em 15 de novembro de 2020, elegeu Fábio Branco prefeito pela terceira vez na história de Rio Grande com 44.952 (quarenta e quatro mil, novecentos e cinquentas e dois) votos, equivalente a 44,48% dos votos válidos, seguido por Darlene Pereira, candidata pelo Partidos dos Trabalhadores, que recebeu 34.768 votos (trinta e quatro mil, setecentos e sessenta e oito votos), correspondente a 35,19% dos votos válidos.
Fábio foi empossado em 1º de janeiro de 2021, dando posse a 19 membros do novo secretariado.

## Posições políticas

### Legalização da maconha
Em 7 de novembro de 2019, em suas redes sociais, Fábio publicou posição contrária ao projeto de leite de autoria do também deputado estadual Rodrigo Maroni, o qual  autoriza o cultivo, a venda e o consumo da maconha no Rio Grande do Sul. Ao defender sua posição, Fábio disse entender que a competência para tal pertence à União e que "o tráfico e o uso de drogas precisa ser enfrentado, não liberado."